# Vallée de la Haute Bléone
 (août 2012).
Au nord-est de Digne-les-Bains, dans les Alpes-de-Haute-Provence (France), l'entrée en haute Bléone passe par le village de La Javie, entouré de grands vergers délaissés depuis les années 1960. Plus de quatre-vingts variétés de pommes et de poires y étaient pourtant cultivées, le climat de ces coteaux leur conférant une qualité gustative particulière. En effet, altitude et exposition au soleil entraînant une alternance de nuits froides et de chaudes journées font augmenter le taux de sucre dans les fruits. La poire Sarteau (ou Certeau), issue du poirier appelé Sartelier, à la chair ferme, adaptée à la confection de confitures et de fruits confits, était particulièrement réputée.

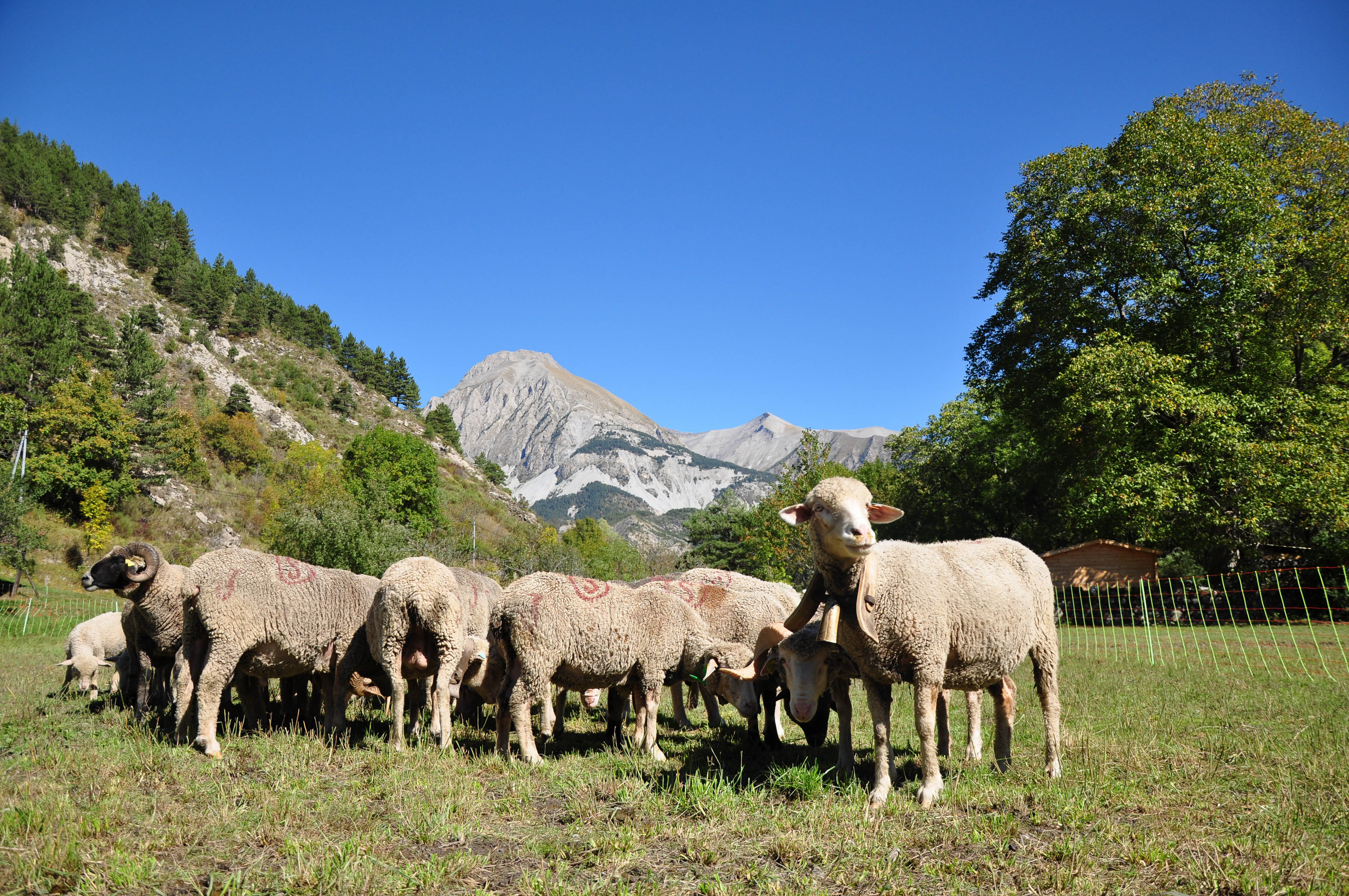
Moutons à Prads-Haute-Bléone.

À partir de La Javie, en direction de Prads-Haute-Bléone, la route étroite s'insinue entre la Bléone et les montagnes abruptes. La rivière a creusé un lit démesuré par rapport à son débit, forgeant dans la roche un vaste sillon qui vient buter contre l'imposant massif des Trois-Évêchés, dont la Tête de l'Estrop culmine à 2 961 mètres d'altitude. C'est un belvédère exceptionnel fait de grandes strates calcaires qui lui donnent une apparence caractéristique reconnaissable depuis toutes les Préalpes de Digne.
En marge de la grande vogue du tourisme rural, la haute Bléone n’a pas construit de stations de sports d'hiver, ni d'aménagements « lourds ».
Sur la rive droite de la Bléone, on peut voir des « robines », pentes ravinées formées de marnes noires et généralement stériles. Ces roches sédimentaires, déposées au fond des mers à l'ère secondaire, abritent de nombreux fossiles que l'érosion met parfois au jour. Ammonites, algues et autres végétaux sont ainsi dispersés dans ce mélange argilo-calcaire aux colorations allant du beige au noir le plus intense. On y a retrouvé un fossile d'ichthyosaure, un reptile marin disparu à l'ère secondaire, âgé de 90 millions d'années. Il fait l'objet d'études par les paléontologues de la Réserve géologique de Haute-Provence. Le site exact de sa découverte est tenu secret afin d'éviter toute déprédation, mais les scientifiques envisagent un aménagement protecteur afin de présenter ce spécimen au public, à l'instar de ce qui a été réalisé avec l'ichtyosaure de la Robine, sur la route de Barles.
Un site archéologique a d'ailleurs été créé à l'entrée du village de Prads Haute Bléone, où on peut voir des moulages réalisés sur l'ichtyosaure de Prads.
La vallée de la Haute Bléone possède aussi un des ciels les plus purs de France, ce qui fait le bonheur des astronomes. Pendant les nuits sans lune ni nuages, on y voit se détacher clairement la Voie lactée et la période estivale est un véritable feu d'artifice d'étoiles filantes, dont la luminosité vive, contrastant avec le ciel d'un noir d'encre, préservé de la pollution lumineuse. Courant 2000 un projet de construction d'un observatoire autonome (piloté par Internet) a d'ailleurs été lancé, le site envisagé était la crête de la montagne du Cheval Blanc, sur la commune de Prads Haute Bléone.
La Tête de l’Estrop est un haut lieu de la randonnée sportive, l'été comme l'hiver, en passant par le refuge de l'Estrop ou la vallée du Verdon. Depuis 2005, la haute Bléone attire les canyonistes de haut niveau avec l'ouverture de la partie amont de Male Vesse (Caracal et Sébastien Vallata, mai 2005). Ce torrent avec Bussing font partie des descentes les plus belles et les plus techniques d'Europe.